# Poecilosomella longinervis
Poecilosomella longinervis är en tvåvingeart som beskrevs av Oswald Duda 1925. Poecilosomella longinervis ingår i släktet Poecilosomella och familjen hoppflugor. Inga underarter finns listade i Catalogue of Life.